# Bechy
Bechy (ukrainisch Бехи; russisch Бехи Bechi, polnisch Bechy) ist ein Dorf in der ukrainischen Oblast Schytomyr mit etwa 550 Einwohnern.
Bechy liegt im Rajon Korosten am Ufer des Usch, einem rechten Nebenfluss des Prypjat. Das Rajonzentrum Korosten liegt 8 Kilometer südlich und das Oblastzentrum Schytomyr 81 Kilometer südlich des Dorfes.
Die 1545 erstmals erwähnte Ortschaft hat seit 1929 einen Bahnhof an der bereits 1916 errichteten Bahnstrecke Kelmenzi–Kalinkawitschy.
Am 12. Juni 2020 wurde das Dorf ein Teil neugegründeten Stadtgemeinde Korosten, bis dahin bildete es zusammen mit dem Dorf Woronewe (Вороневе) und der Ansiedlung Sokoryky (Сокорики) die gleichnamige Landratsgemeinde Bechy (Бехівська сільська рада/Bechiwska silska rada) im Norden des Rajons Korosten.